# Torre del Meridiano
La torre del Meridiano si trova nella zona alta di Via Rio Vivo, nel comune di Termoli, una città costiera del Molise.
Il suo nome deriva dal passato che la riguarda, poiché era in corrispondenza dell’intersezione tra il 42º Parallelo Nord e il 15º Meridiano Est, punto posizionato oggi nel lungomare di Rio Vivo, proprio sul monumento della meridiana.

## Storia
Alquanto singolare se si considerano le torri sopraelencate, poiché si mostra in vesti inusuali per i criteri della zona, cosa che è data dal periodo della sua edificazione che si aggira tra il XIV e XV secolo. Nel XV secolo, la sua principale funzione era l'avvistamento delle flotte Saracene, che in Molise come in altre regioni bagnate dall'Adriatico, erano solite compiere incursioni nelle città costiere.
È una delle Torri costiere del Regno di Napoli, appartenente al periodo angioino, adattata solo in seguito alle armi da fuoco, con la costruzione nel XVI secolo, di una guardiola con archibugiere, in materiale differente da quello del fabbricato.
Sotto il Viceregno di Napoli, comunicava con la fortezza di Termoli e con la Torre del Biferno, avendo il controllo di tutta la vallata del fiume Biferno, sino al XVIII secolo, quando venne convertita e adibita alla macinazione del grano, prendendo il nome di ”Torre del mulino”, per via della posizione vantaggiosa.
Nel corso della storia sono state catalogate numerose immagini e resoconti di questo bene culturale pressoché dimenticato.
La torre versa in uno stato di abbandono, incastrata tra le strutture di più o meno recente costruzione, che ne hanno danneggiato l’estetica e sottratto la vista al pubblico.

## Descrizione
La struttura è a pianta circolare troncoconica in muratura, con lieve entasi decrescente.
Si accede tramite un portale a Sud-Est, in un livello voltato con archibugio, e sulla cui volta poggia una guardiola in laterizio.
Nell'ambiente si apre una finestra per l'illuminazione dell'interno e la difesa della struttura via terra.
La volta si presenta quasi totalmente crollata, ma riesce ancora a sorreggere la postazione armata.

## Galleria d'immagini

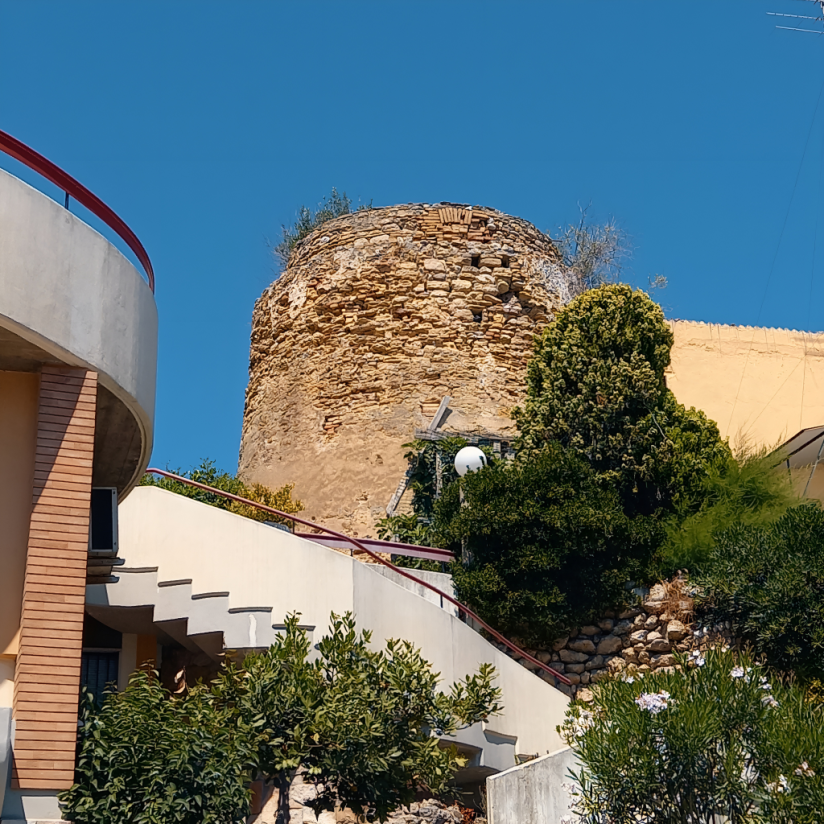
Centrale intermedia
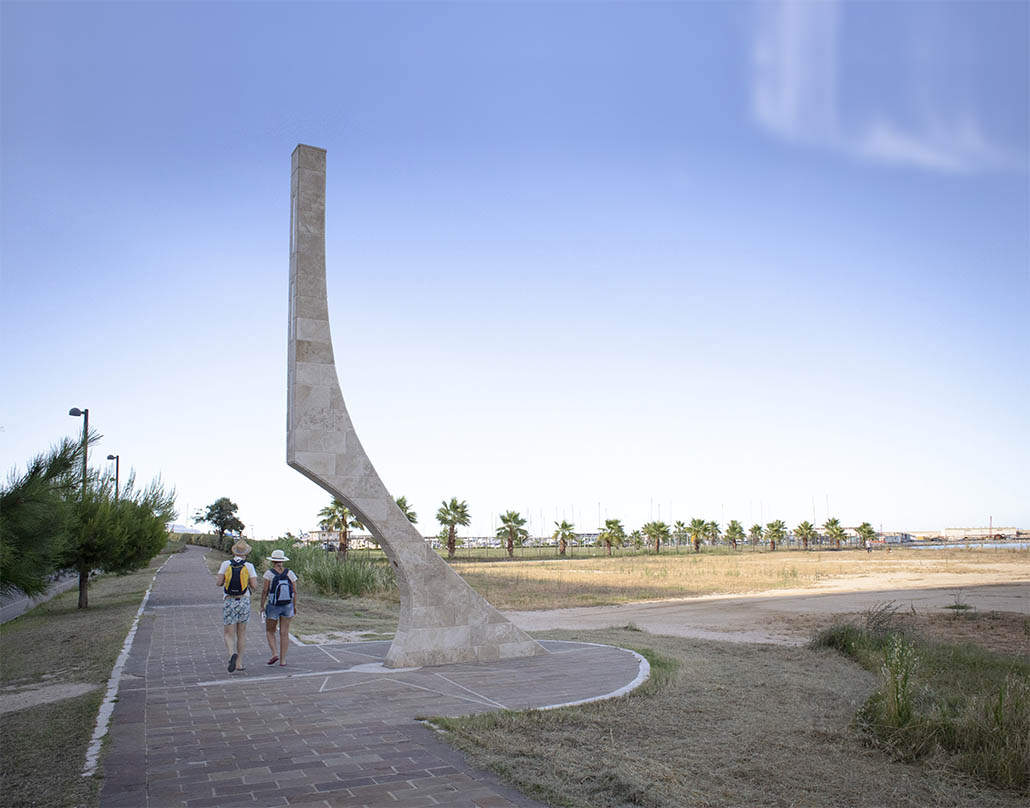
Monumento della meridiana intitolato "il sogno"
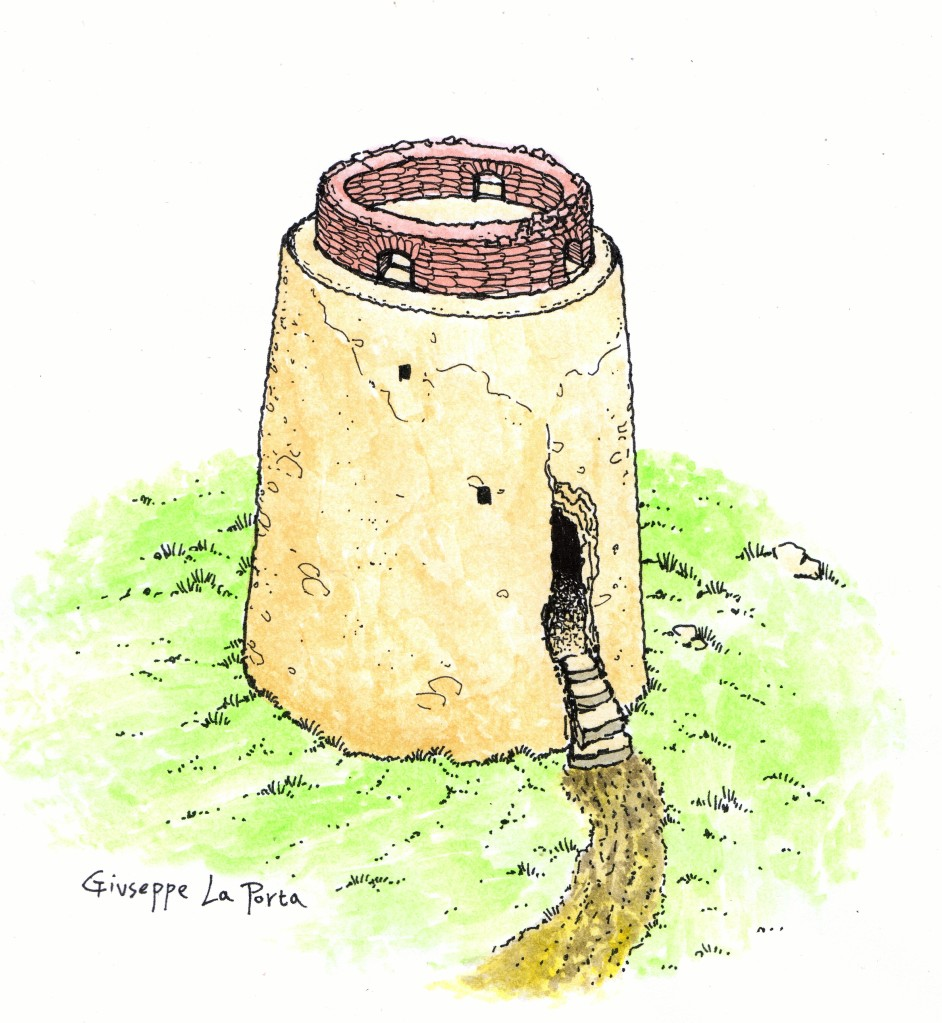
Vista a volo d'uccello
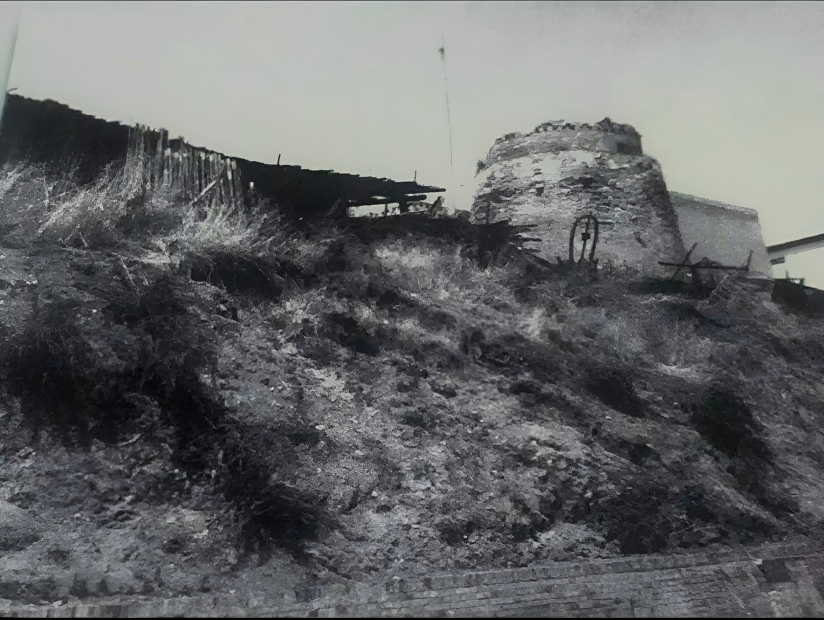
Anni 20 del '900
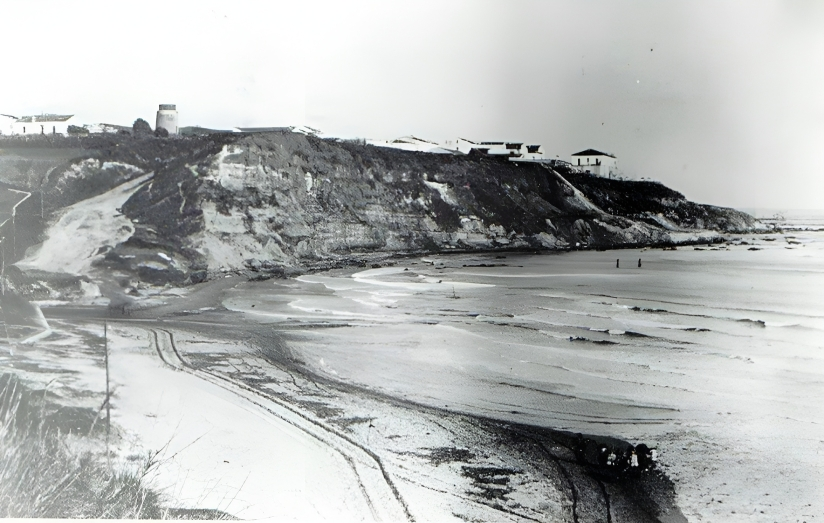
Scogliere di Rio Vivo, anni 20
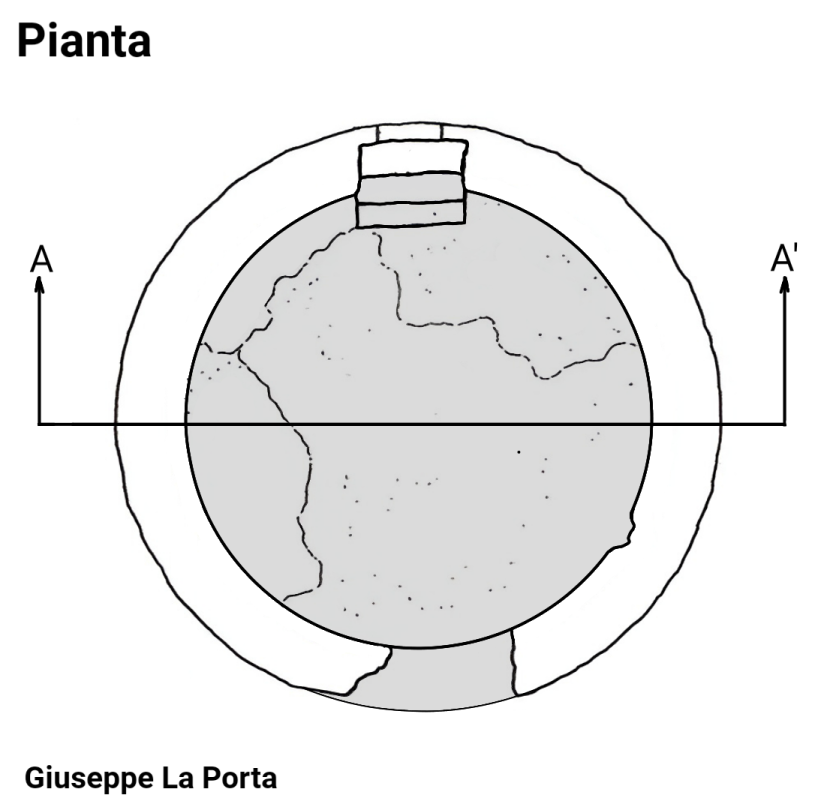
Pianta e linea di sezione
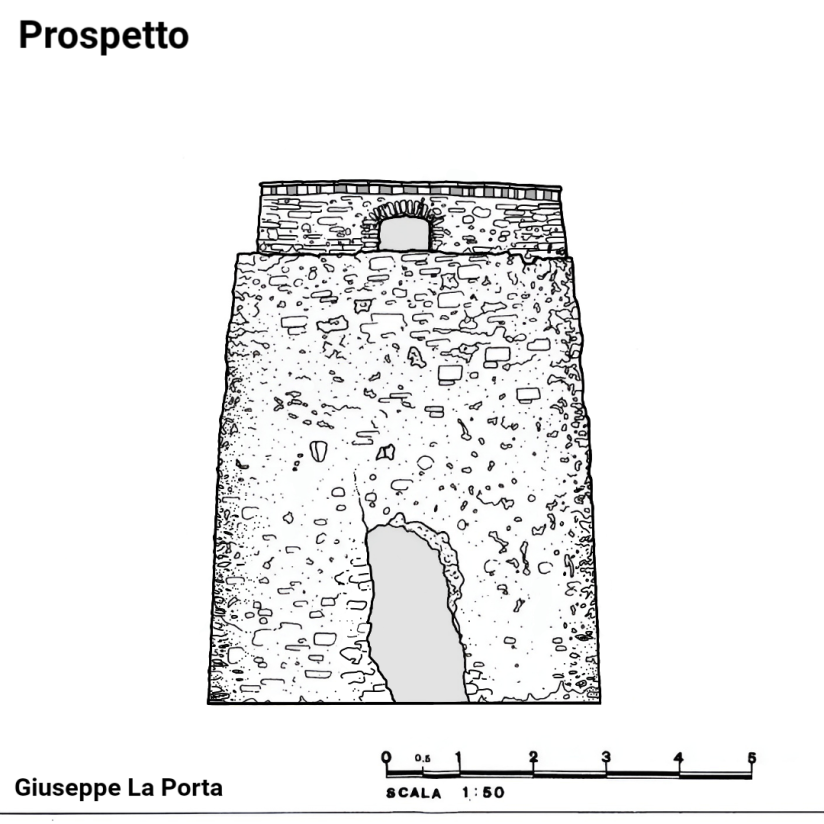
Prospetto
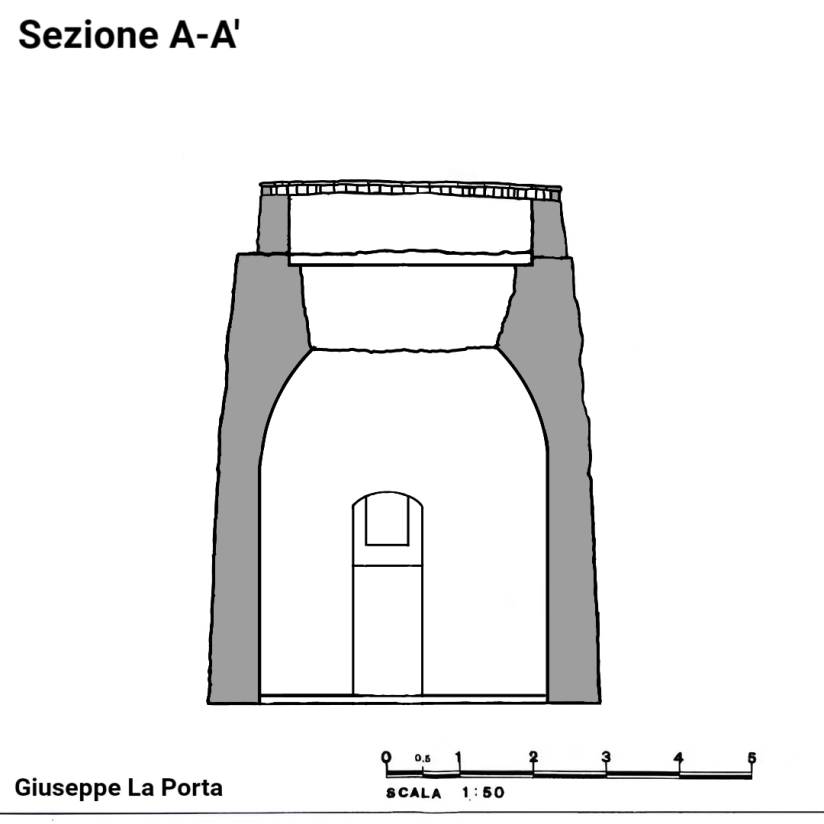
Sezione
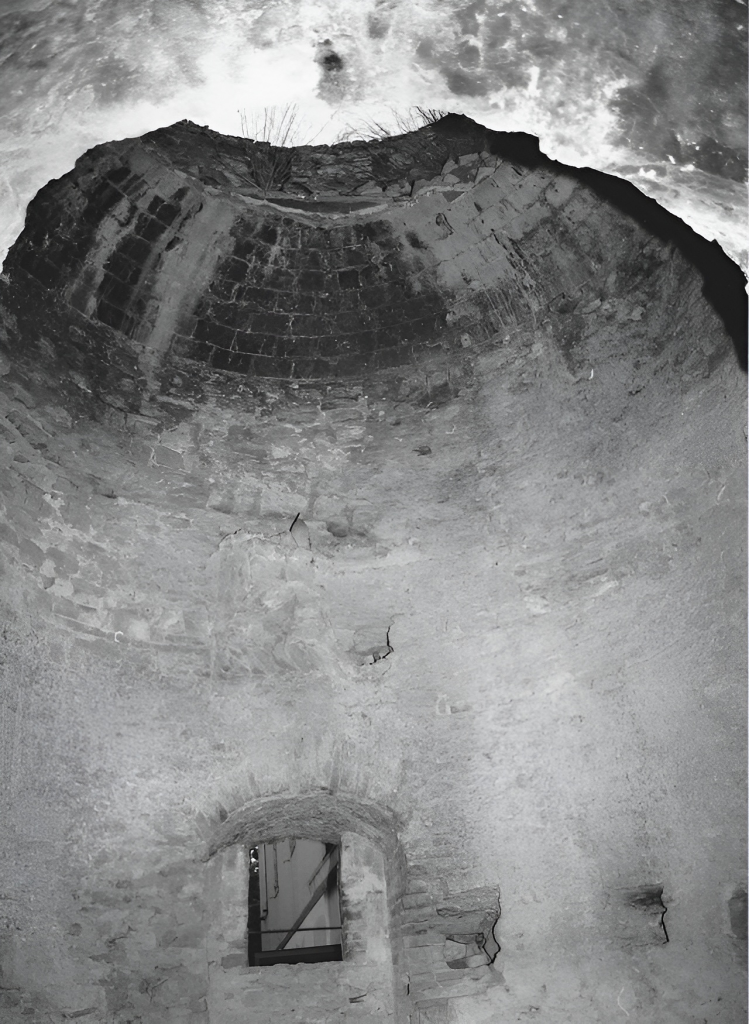
Interni
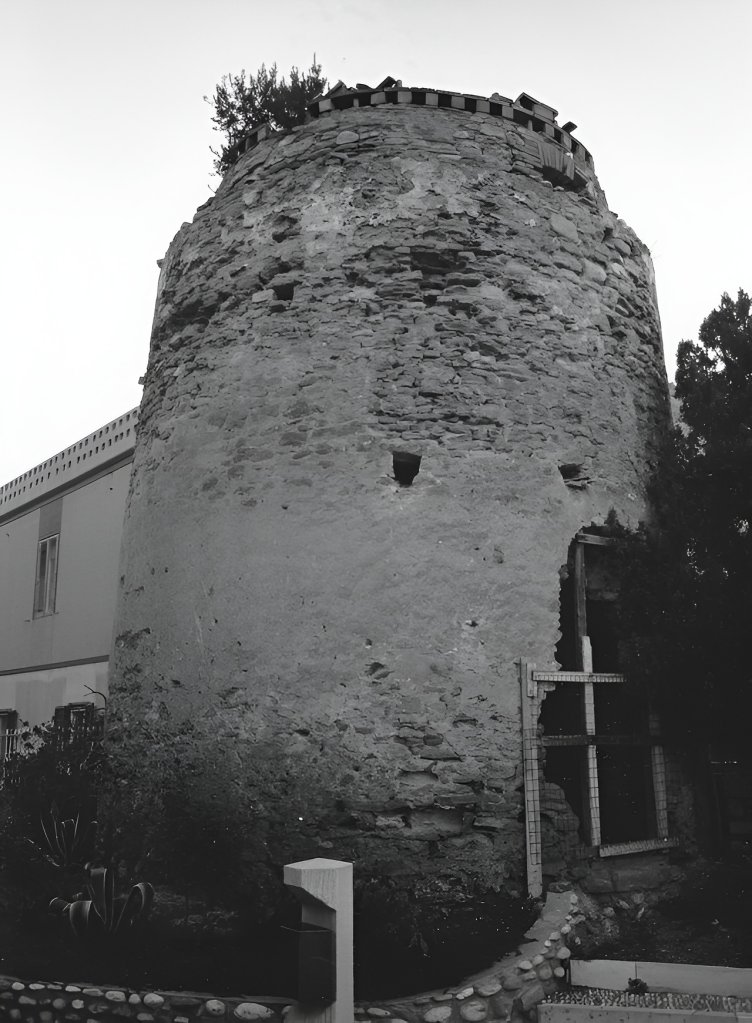
Esterni fronte
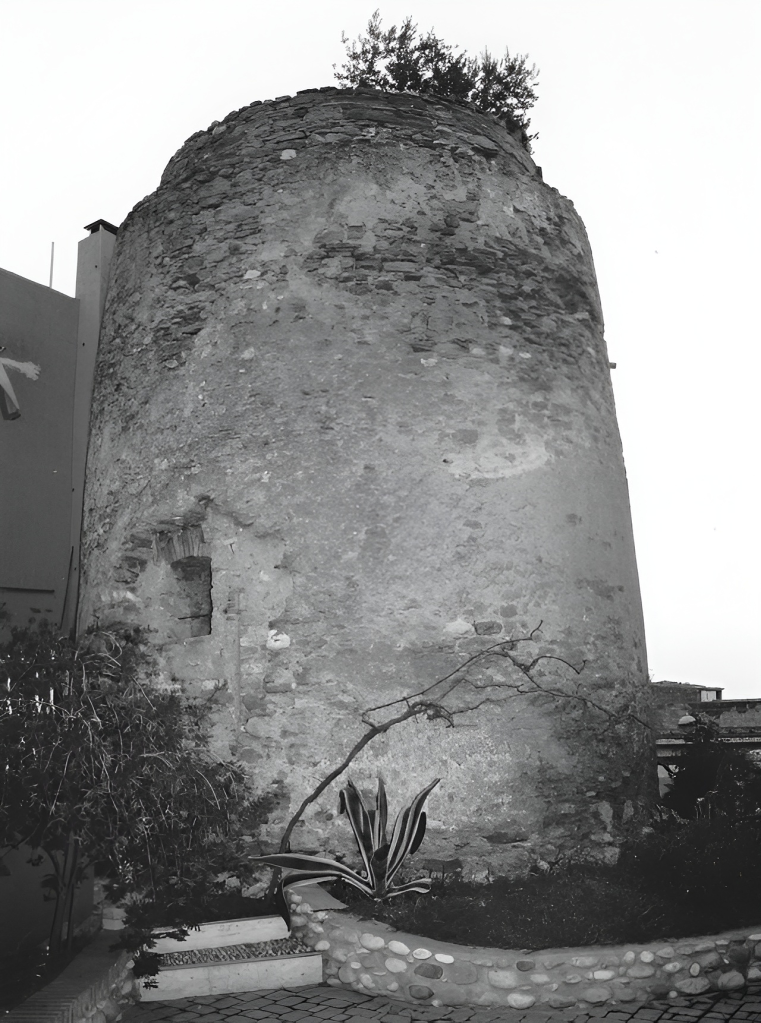
Esterni retro